# Hällbo
Hällbo är en småort i Bollnäs kommun belägen i Bollnäs socken. 2015 ändrade SCB definitionen för småorter något, och Hällbo visade sig inte längre uppfylla kriterierna för att vara en småort, men vid avgränsningen 2020 klassades bebyggelsen åter som småort.
På orten ligger  Hällbo kapell och ett museum i grannbyn Åsveden över Källers karamellfabrik, samt Loses finnskogsteater mellan byarna Flugbo och Gustafsfors.

## Historia
Hällbo växte fram kring en masugn som anlades i Flugåns utlopp ur Skidtjärnen 1726. Den var i drift till 1871 och räknades som en av de största masugnarna i Hälsingland.
Efter järnbruksepoken dominerades Hällbo av skogsarbetarfamiljer som var anställda av Kilafors jernwerk AB.
I modern tid fanns här Hilding Lövgrens busstrafik som trafikerade sträckan Bollnäs - Hällbo - Kilafors med dagliga turer. Ett flertal affärer har funnits, bland annat Kooperativa och dess efterträdare Hällbo boa. Under mitten av 1900-talet fanns två stycken caféer i byn.

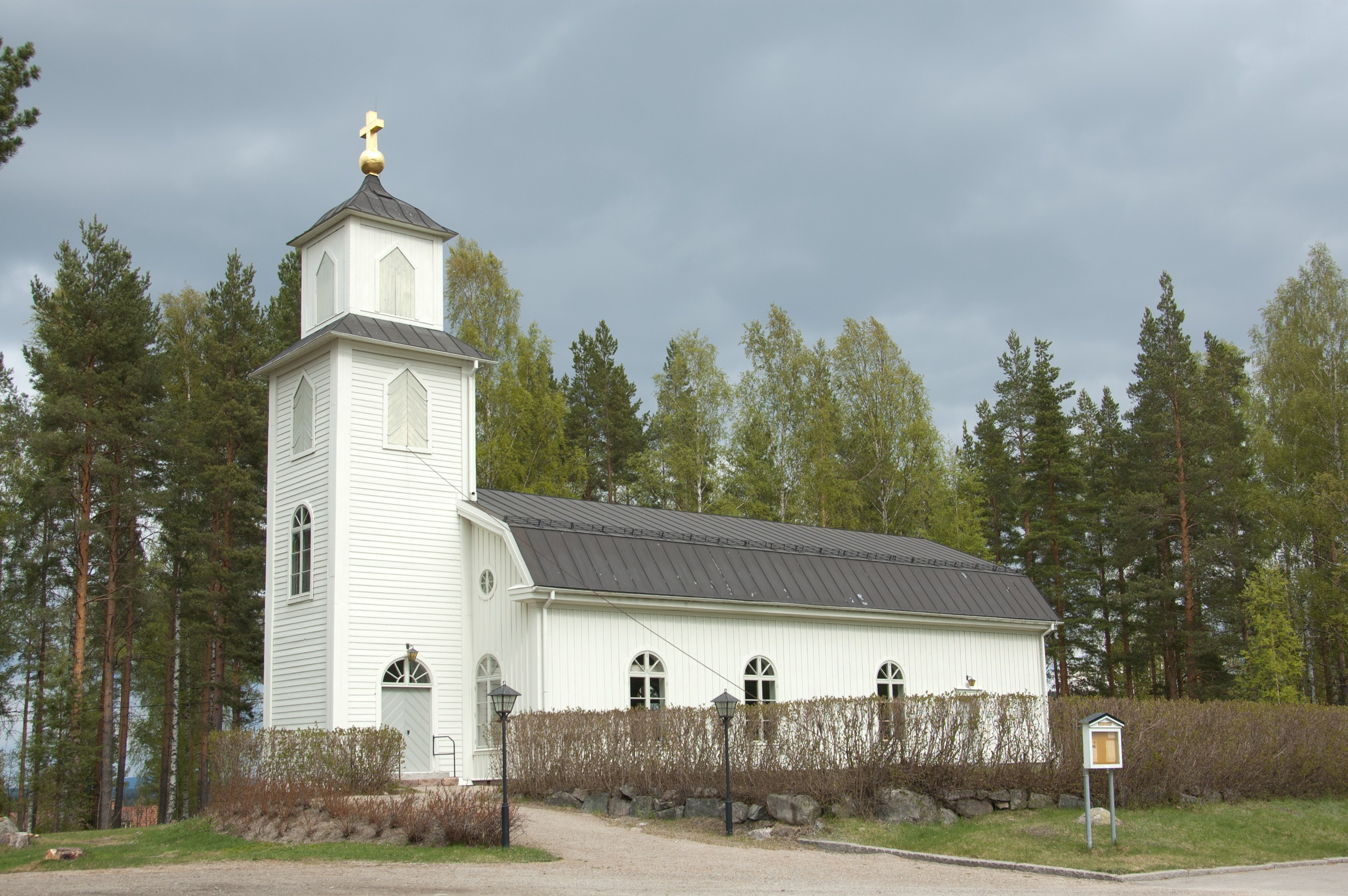
Hällbo_kapell.
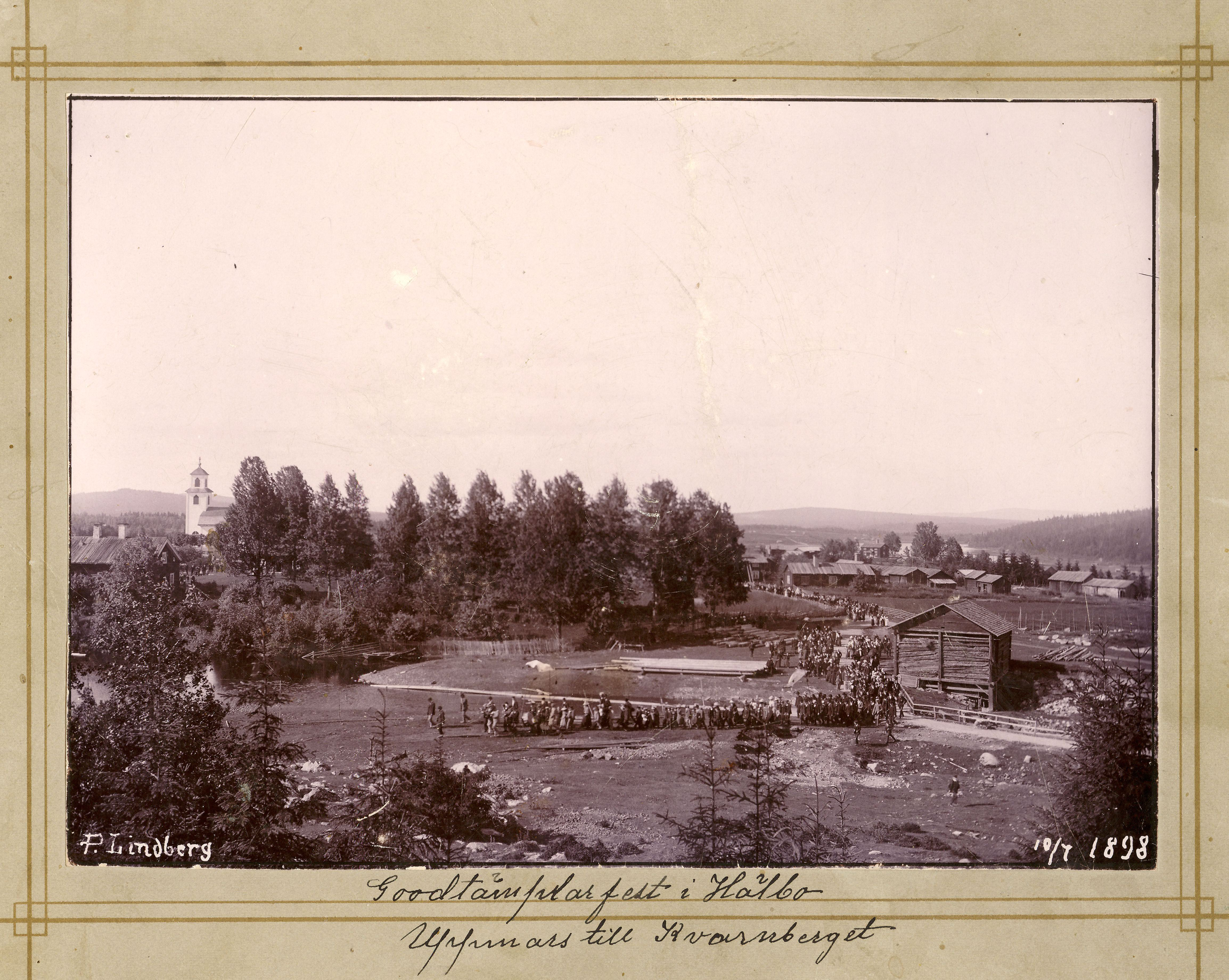
Hällbo 1898 med linskäkten gamla masmästarbostaden och Hällbo kapell.